# Era comuna
Les expressions era comuna (abreujada e.c.) i abans de l'era comuna (abreujada a.e.c.) són les traduccions al català de les expressions angleses Common Era (abreujada CE) i Before the Common Era (abreujada BCE). També es poden usar les formes nostra era (abreujada n.e. o de la n.e.) i abans de la nostra era (abreujada a.n.e. o a. de la n.e.). En l'actualitat són cada cop més adoptades per historiadors i acadèmics anglosaxons i d'altres països per substituir els termes Anno Domini (abreujat AD) i Before Christ (abreujat BC), que en català s'acostumen a traduir com a Després de Crist (dC) i Abans de Crist (aC), tot i que normalment només s'especifica amb l'abreviatura les dates d'abans de Crist.
Entre els principals museus del món, com la Smithsonian Institution, també s'ha popularitzat la utilització d'«era comuna» (que comença l'any 1). Moltes guies de referència de centres educatius i mitjans de comunicació social prescriuen l'ús d'era comuna o similar.
Aquestes designacions són usades també per científics i acadèmics laics, ja que els termes aC i dC posseeixen un matís religiós. En tot el món està creixent l'ús d'aquestes expressions per unificar criteris amb cultures, religions i ideologies de totes les latituds que no se senten representades amb un calendari d'origen cristià.
Algunes persones critiquen el seu ús com un eufemisme o un intent de donar al discurs un sentit políticament correcte, i assenyalen que l'any 1 continua sent la data del suposat naixement de Jesucrist, tot i que aquesta afirmació està desmentida pels experts.
En les seves publicacions, els Testimonis de Jehovà hi fan servir exclusivament n.e. i a.n.e. en català, i e.c. i a.e.c. en castellà. Això ho fan en consideració de l'àmplia difusió de les seves publicacions en països no cristians i perquè defensen que Jesucrist no va néixer l'any 1 i que no va haver-hi any 0 (la qual cosa és lògica).